# 다이아몬드의 눈물

《다이아몬드의 눈물》은 2005년 9월 23일부터 2005년 12월 2일까지 방영된 SBS 금요드라마로, 뜨겁게 사랑하다가 차갑게 버림받은 한 여자가 자신을 버린 남자에게 아무것도 남기지 않기 위해 복수를 꿈꾸는 내용을 담았다.
이 드라마는 당초 2005년 9월 16일 첫 회가 나갈 예정이었지만 여주인공의 캐스팅이 난항을 겪자 특선영화 《반지의 제왕: 두 개의 탑》을 편성하고 《다이아몬드의 눈물》의 첫 방영일이 2004년 9월 23일로 바뀌었다. 또한 후속작 《그 여자》부터 SBS 금요드라마는 8시 55분으로 앞당겨졌다.
한편, 작위적이면서 상투적인 설정, 캐릭터의 일관성 부재, 지나치게 자극적인 사건 전개 등으로 기존 드라마의 문제점을 모두 모았다는 비판이 있었으며 결국 민주언론시민연합 방송모니터위원회로부터 2005년 12월 유감방송에 선정되는 불명예를 안아야 했다.

## 등장 인물

### 주요 인물
- 윤해영 : 손인하 역
- 김성민 : 최형민 역
- 홍은희 : 진가희 역
- 이재황 : 문이석 역

### 그 외 인물
- 이선진 : 허현자 역
- 박정수 : 인하 모 역
- 안재환 : 철종 역
- 박인환 : 진 회장 역
- 양금석 : 문 마담 역
- 최종환 : 원용기 역
- 서승현 : 김수빈 역
- 김혜선 : 은애령 역
- 이경영 : 진광호 역
- 이승채
- 강철성

## 결방 사유 및 연장
- 2005년 9월 30일 : 《2004년 조용필 서울 콘서트〉 방송 편성으로 인해 결방[4]
- 《다이아몬드의 눈물》의 방영 분량이 20부작에서 1회 연장되어 21부작으로 변경 및 확정되었다.

## 참고 사항
- 작가 한준영은 2000년 KBS 2TV 《나는 그녀가 좋다》 이후 4년 만에 미니시리즈 집필을 맡았다.
- 양금석(문 마담 역)은 KBS 2TV 《나는 그녀가 좋다》 이후 작가 한준영과 두 번째로 호흡을 맞췄다.
- 드라마 PD 이종수가 설립한 회사인 예봄미디어의 창립 작품이기도 하다.[5]